# École de formation commando et d'initiation au parachutisme
L'école de formation commando et d'initiation au parachutisme en arabe : "مدرسة تكوين المغاوير و التدريب المظلي" qui est également appelée "centre d'instruction des commandos" est une école spécialisée appartenant aux forces terrestres de l'armée algérienne basée à Boghar dans la wilaya de Médéa en Algérie.

## Historique
C'est à partir de l'époque romaine que l'histoire de l'EFCIP a commencée, en effet les romains avaient à Boghar leur cantonnement et ils y ont créé un fort le "castellum mauritanum" (unité mère de l'école).
L'Emir Abdelkader quant à lui l'utilisera plus tard pour lui et son armée, cette même caserne portera son nom par la suite (caserne de l'émir) jusqu'à que cette dernière fut brûlée en 1841.
À la suite de l'arrivée de l'armée coloniale française dans la région, ces derniers ont utilisé le site de la caserne de l'émir comme une caserne militaire car son emplacement était stratégique et donc intéressant pour y loger les troupes coloniales, ils y bâtirent par la suite un hôpital militaire et la ville abritera également des colons français.
À la suite de l'indépendance en 1962 l'école jouissait d'une notoriété africaine car elle contribuait à la formation et à l'instruction des militaires étrangers venant de plusieurs pays africains, c'est à la suite de cela que l'école fut renommée "centre d'instruction de Boghar".
Le 10 novembre 1993, l'école qui portait l'appellation de « centre d'instruction des armes de combat » fut rebaptisée avec le nom actuel « centre d'instruction des commandos ».
Elle fait maintenant partie des établissements de formation spécialisés des forces terrestres de l'armée algérienne avec l'école supérieure des troupes spéciales (ESTS) et le centre de formation des troupes spéciales (CFTS) de Biskra. 
De plus, on retrouve à proximité de cette école à Boghar également le 104e régiment de manœuvres opérationnelles qui est un régiment appartenant aux forces spéciales algériennes.
Au niveau de l'entrée de l'école, on peut également voir le slogan de l'école qui est : "L'Algérie ne portera jamais l'habit du deuil tant qu'existent les forces spéciales".

## Formation

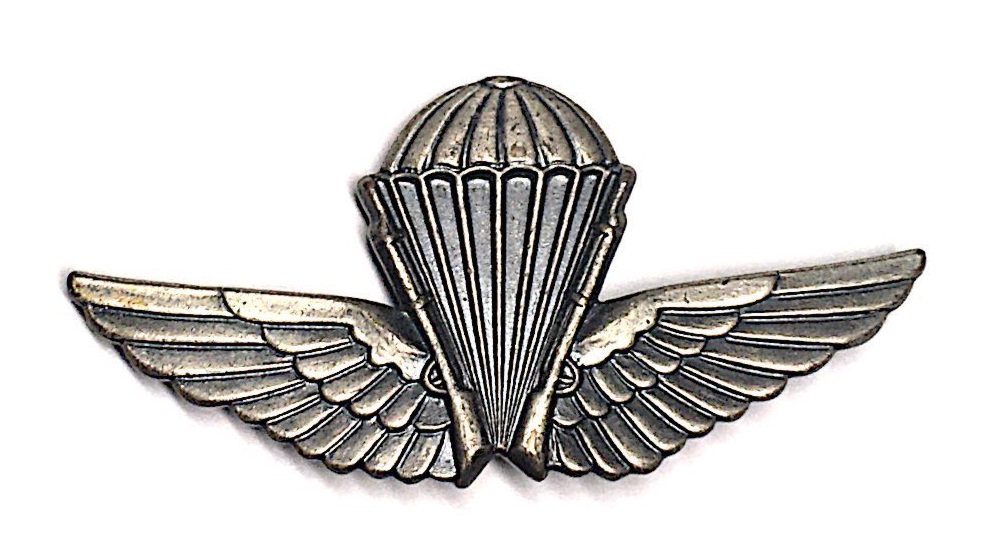
Insigne de brevet parachutiste de l'ANP.

### Programme
La formation de l'école est basée essentiellement autour de, :
- Des exercices de terrain
- Aux techniques d'assaut, de contre-embuscade, et de combats rapprochés
- Au combat (urbain, en montagne)
- À la lutte antiguérilla
- Au tir
- Au saut de camion
- À la survie dans les zones hostiles avec des conditions difficiles
- Au franchissement d'obstacles
- Au parcours psychologique, de risques, aquatique, de montagne etc.
- Aux arts martiaux (kuk-sool, karaté, judo, boxe etc.)

La formation des élèves commandos est de 6 mois, ou durant ces mois de formation intensifs et très rudes mentalement et psychologiquement ils seront triés sur le volet, en effet seuls les meilleurs se verront attribuer le titre de commando.
Elle y forme tous les commandos parachutistes de l'armée algérienne ainsi que les commandos des autres unités de l'armée venant de l'infanterie etc. mais également certains gendarmes, et surtout tous les membres des forces spéciales algériennes.
En effet, tous opérateurs des forces spéciales algériennes sont également formés au sein du centre d'instruction des commandos ainsi qu'à l'ESTS de Biskra.
Elle y forme donc tous les commandos de l'armée de terre algérienne, ainsi que tous les opérateurs des forces spéciales algériennes, mais aussi certains gendarmes, policiers des éléments de la garde républicaine etc issus des unités spécialisées et les militaires étrangers.
De plus, la plupart des régiments des forces spéciales algériennes viennent régulièrement s'entraîner ou faire des stages dans cette école.
Cette école forme donc l'élite de l'armée algérienne et elle travaille aussi en étroite collaboration avec l'école supérieure des troupes spéciales (ESTS) et du centre de formation des troupes spéciales (CFTS) de Biskra.

### Types de formations
Au sein de L'EFCIP, on retrouve donc plusieurs types de formations :
- Chef de groupe commando
- Grenadier Voltigeur commando
- Commando 1er degré
- Opérateur des forces spéciales
- Aguerrissement
- Survie
- Recyclage en matière de lutte antiterroriste

Ces types de formation sont destinés à la catégorie des hommes du rang (HDR) de spécialité para-commando ou commando.
Si le stagiaire réussit son stage il lui sera remis le diplôme de maghawir (commando) ainsi que son insigne de commando.

## Moyens et matériel de formation
L'école possède beaucoup de moyens pour la formation des futurs commandos tel que:
- Des parcours de risques
- Des parcours d'obstacles
- Des parcours psychologiques
- Des parcours d'escalade
- Des terrains adaptés aux séances de pratiques de combat
- Des terrains de plusieurs hectares pour la topographie, la survie
- Des simulateurs de tir
- Des stands de tir
- Des terrains et des salles de sport
- Plusieurs types de bâtiments avec plusieurs types d'architectures différentes pour s'entraîner au combat urbain
- Des véhicules de transport
- Des maquettes d'avions et d'hélicoptères pour l'instruction au parachutisme et aux assauts

## Liens
,,,,,